# Frutigen-Niedersimmental (distrito administrativo)
Frutigen-Niedersimmental é um distrito administrativo da Suíça, localizado no cantão de Berna. Tem 773,93 km² de área e sua população em 2019 foi estimada em 40.458 habitantes. Sua sede é a comuna de Frutigen.

## Comunas
Frutigen-Niedersimmental está composto por um total de 13 comunas:
| Brasão                   | Comuna                   | População (31 de dezembro de 2019) | Área em km² |
| ------------------------ | ------------------------ | ---------------------------------- | ----------- |
| Adelboden                | Adelboden                | 3 437                              | 88.20       |
| Aeschi bei Spiez         | Aeschi bei Spiez         | 2 217                              | 30.88       |
| Därstetten               | Därstetten               | 845                                | 32.80       |
| Diemtigen                | Diemtigen                | 2 162                              | 129.94      |
| Erlenbach im Simmental   | Erlenbach im Simmental   | 1 704                              | 36.73       |
| Frutigen                 | Frutigen                 | 6 857                              | 71.74       |
| Kandergrund              | Kandergrund              | 784                                | 32.07       |
| Kandersteg               | Kandersteg               | 1 314                              | 134.58      |
| Krattigen                | Krattigen                | 1 101                              | 6.11        |
| Oberwil im Simmental     | Oberwil im Simmental     | 820                                | 46.09       |
| Reichenbach im Kandertal | Reichenbach im Kandertal | 3 549                              | 125.70      |
| Spiez                    | Spiez                    | 12 477                             | 16.75       |
| Wimmis                   | Wimmis                   | 2 418                              | 22.34       |
|                          | Total (13)               | 39 685                             | 773.93      |